# ギンガムチェックの小鳥
「ギンガムチェックの小鳥」（ギンガムチェックのことり）は、湯川潮音の3枚目のシングル。
2007年10月 - 11月、NHKの歌番組『みんなのうた』で放送された。

## 概要
2007年11月7日にEMIミュージック・ジャパンより発売。B面は『みんなのうた』でも1976年12月 - 1977年1月に放送された「赤い花白い花」のカバーが収録されている。
一羽の小鳥が暮らしている鳥かごの中に、テントウムシが迷い込み会話をするという内容の楽曲であり、変拍子が用いられている。
タイトルにある「ギンガムチェック」とは鳥かごの中のことを表し、湯川自身が本曲製作前スランプに陥っていたとき、自室の鉄格子のある窓から聞こえる楽しそうな声を聞いたりして、外に出たいと思うものの出られないという当時の状況を「鳥かごの中」に例え、そのまま歌詞にしたと語っている。。
『みんなのうた』でのアニメーションは、番組初参加の長井勝見が手掛けており、シルクハットを被り片眼鏡をかけた紳士風の緑色の小鳥と、テントウムシの人形が鳥かごの中でやり取りをする姿を表現している。
初回放送から4か月後の2008年2月・3月にお楽しみ枠で再放送。それから8年後の2016年10月・11月にも再放送された。
2011年4月22日にNHKエンタープライズより発売されたDVD『NHK みんなのうた　2006～2008』にも本曲が収録されている。

## 収録
Disc1（CD）
1. ギンガムチェックの小鳥
  - 作詞・作曲：湯川潮音／編曲：権藤知彦
2. 赤い花白い花
  - 作詞・作曲：中尾ミエ
3. ギンガムチェックの小鳥　instrumental

Disc2（DVD）
1. ギンガムチェックの小鳥
みんなのうたで使用された映像が収録されている。